# Den lilla svarta

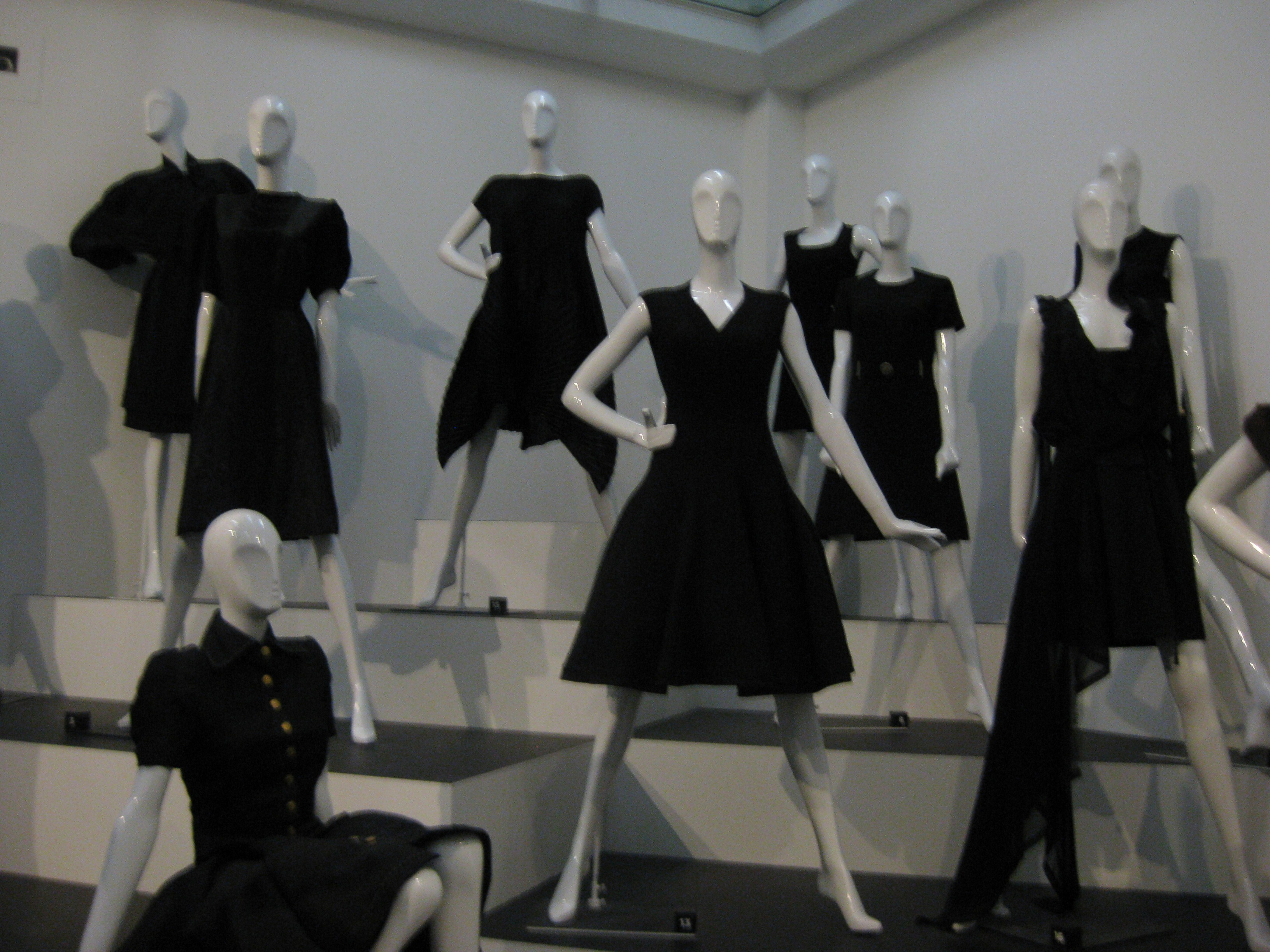
Olika varianter av "den lilla svarta" från Chanel.

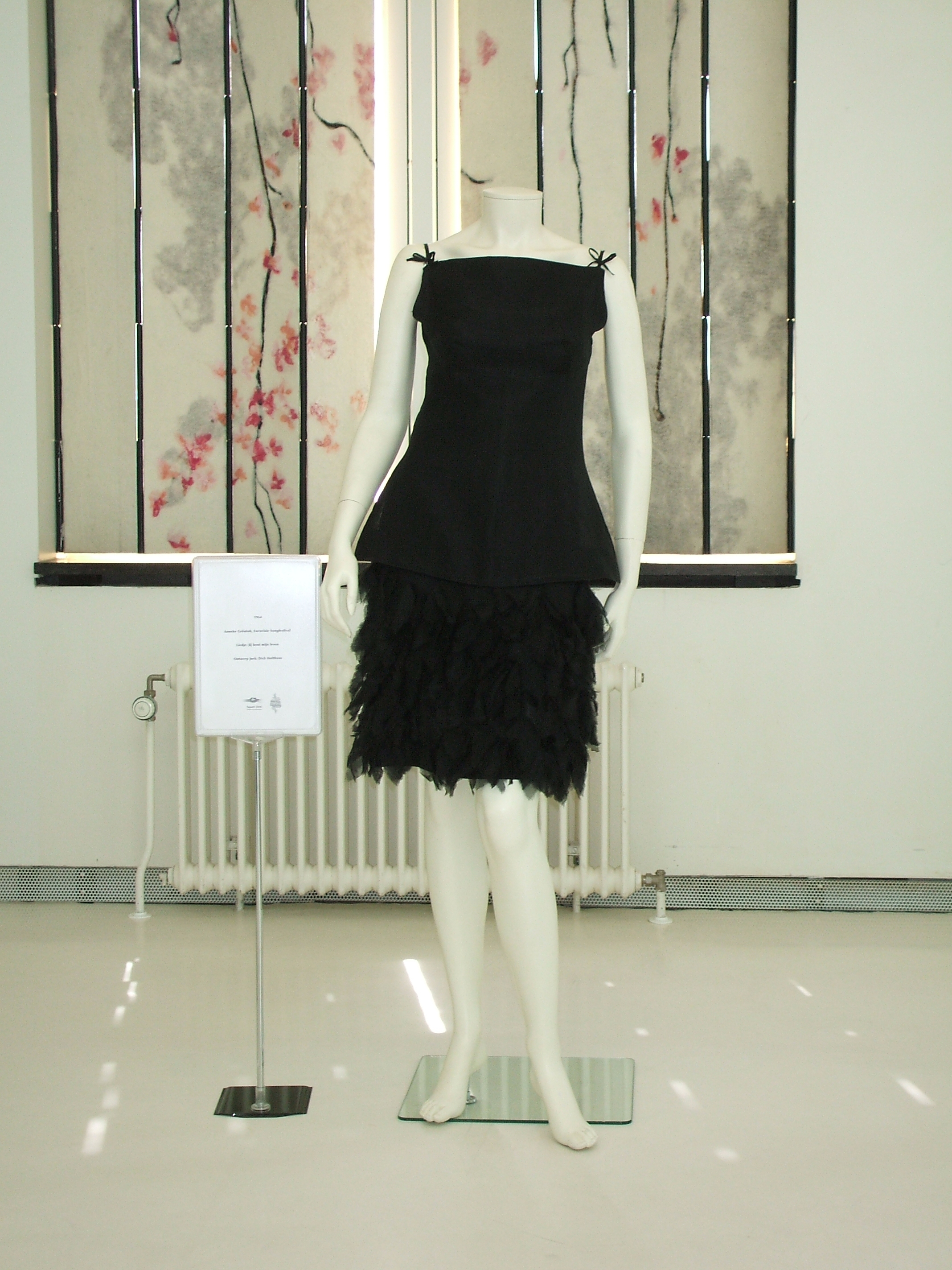
Anneke Grönlohs Eurovision dress, en variant av "den lilla svarta" från 1964.

Den lilla svarta, ibland förkortad DLS (franska Petite robe noire; engelska Little black dress, LBD) är en svart, kort (ofta knappt knäkort) klänning som i regel kännetecknas av elegans. Den används vid festliga tillfällen eller andra tillfällen då vårdad klädsel är önskvärd. 

## Beskrivning
Ursprungligen lanserades den lilla svarta av Coco Chanel den 1 oktober 1926. Likt många andra innovationer dröjde det en tid för denna klänning att bli allmängods i modevärlden. Dess glansdagar inföll på 1950-talet och 1960-talet.
Den lilla svarta har av många kommit att ses som ett av de viktiga basplaggen i en kvinnas garderob. Eftersom plagget ofta är ganska enkelt är accessoarerna viktiga och Chanel själv använde gärna stora oäkta pärlhalsband och liknande.
Klänningen var från början enkel och i det närmaste T-formad med långa ärmar och skuren så att midjan sitter på höfterna. Den var på 1920-talet en motreaktion mot de stora, tunga långklänningar som då var på modet, kläder som gjorde det mer eller mindre svårt att röra sig och därför kom "den lilla svarta" att ses som ett plagg för den moderna frigjorda nya kvinnan. Även det faktum att Chanel lånade färgen svart från 1910- och 1920-talets avantgardistiska konstnärer, en färg som vid denna tid inte ansågs vara en modefärg för kvinnor utan en färg enbart att använda vid sorg, gav plagget en atmosfär av kvinnlig frigörelse och förändring. 
En klassisk variant är den ärmlösa "lilla svarta" som skapades av Hubert de Givenchy för Audrey Hepburn till filmen Frukost på Tiffany's från 1961. På grund av filmens stora popularitet kom "den lilla svarta" att en gång för alla etablera sig som ett av modevärldens klassiska plagg.

## Galleri

Audrey Hepburns lilla svarta, designad av Hubert de Givenchy för Frukost på Tiffany's.